# Yves Hervouet
Yves Hervouet (Remouillé, 1921. április 30. – Saint-Maur-des-Fossés, 1999. január 29.) francia sinológus.

## Élete, munkássága
Yves Hervouet 1943-ban a Grenoble-i Egyetemen diplomázott klasszika filológiából, majd az École des langues orientales-on tanult kínaiul. 1948-1949-ben ösztöndíjasként Kínában folytatta tanulmányait a Pekingi Egyetemen. 1950-ben Paul Demiéville ajánlására kinevezték Hanoiba, az École française d’Extrême-Orient-ra, Jacques Gernet helyére. Ezt a pozícióját 1953 júliusáig töltötte be.
Hazatérte után a Bordeaux-i Egyetem tanára lett, ahol 1969-ben professzorrá nevezték ki. Szakterülete a klasszikus kínai irodalom.

## Főbb művei
- 1957 Catalogue des monographies locales chinoises dans les bibliothèques d'Europe, Paris / La Haye, Mouton & Co.
- 1957 «Les bibliothèques chinoises d'Europe occidentale», dans Mélanges publiés par l'Institut des hautes études chinoises, Paris, PUF (Bibliothèque de l'IHEC, 11), p. 451-511.
- 1958 Catalogue des périodiques chinois dans les bibliothèques d'Europe, Paris / La Haye, Mouton & Co.
- 1964 Un poète de cour sous les Han : Sseu-ma Siang-jou, Paris, PUF (Bibliothèque de l'IHEC, 19)
- 1969 P'ou Song-ling, Contes extraordinaires du pavillon du loisir, Paris, Gallimard (Connaissance de l'Orient)
- 1972 Le chapitre 117 du Che-ki (Biographie de Sseu-ma Siang-jou), (trad. annotée), Paris, PUF (Bibliothèque de l'IHEC, 23)
- 1974 «La valeur relative des textes du Che ki et du Han chou», dans Mélanges de sinologie offerts à Monsieur Paul Demiéville, Paris, PUF (Bibliothèque de l'IHEC, 20/2), p. 55-76.
- 1977 «Découvertes récentes de manuscrits anciens en Chine», dans Académie des inscriptions et belles-lettres. Comptes rendus des séances de l'année 1977, avril-juin, Paris, p. 379-393.
- 1978 A Sung Bibliography, Hong Kong, The Chinese University Press
- 1995 Amour et politique dans la Chine ancienne. Cent poèmes de Li Shangyin (812-858), Paris, ed. de Boccard

## Fordítás
- Ez a szócikk részben vagy egészben  a   Yves Hervouet című francia Wikipédia-szócikk ezen változatának fordításán alapul.  Az eredeti cikk szerkesztőit annak laptörténete sorolja fel. Ez a jelzés csupán a megfogalmazás eredetét és a szerzői jogokat jelzi, nem szolgál a cikkben szereplő információk forrásmegjelöléseként.